# Arthur Christmas: operació regal
Arthur Christmas: operació regal (títol original en anglès, Arthur Christmas) és una pel·lícula d'animació nadalenca del 2011. L'obra s'ha doblat al català.

## Argument
Situada al pol Nord, la pel·lícula explica com el fill del Pare Noel, Arthur Christmas, ha de complir una última missió abans que s'acabi la nit de Nadal. Amb el lliurament anual sota el seu comandament oficial completat, Santa, torna a fer un discurs de felicitació als elfs. Per la frustració de Steve, que espera ser el successor del seu pare, Santa anuncia la seva intenció de continuar en un futur immediat.

## Repartiment
Principals
- Arthur: Tot i viure en un món dedicat tot l'any al negoci del Nadal, Arthur li agrada tot el que té a veure amb aquesta època. És un apassionat de Pare Noel, l'adora tant com a pare, com també la figura que representa per als nens. El problema és que a l'operació per al lliurament de regals de Nadal, el fill més jove de Santa no compta. És al·lèrgic a la neu i té por a les altures, als rens hi ha viatjar a gran velocitat. La família l'estima, però no saben què fer amb ell. Encara que en l'oficina de l'Arthur, dintre del departament de cartes, és un autèntic caos d'ornaments nadalencs i dibuixos de Pare Noel, és un lloc màgic on l'Arthur, en solitari, gaudeix de tot això i creu a Pare Noel.
- Steve: "El Nadal no és un moment per a les emocions". El fill gran de Pare Noel, Steve, és l'hereu natural del regne del Pare Noel. Està extremadament qualificat per al treball i és el responsable d'haver implementat la més sofisticada alta tecnologia, de precisió militar i el S-1, un trineu invisible de gairebé dos quilòmetres d'ample. Ha somiat a ser Pare Noel tota la seva vida, i fins i tot s'ha dissenyat un vestit de Santa. Però el que és clar és que Steve ha de treballar una mica més la part sentimental.
- Pare Noel: És un home de barba blanca amb vestit vermell, que per Nadal es converteix en l'heroi de tots els nens. No obstant això, en els últims anys, a mesura que l'operació s'ha anat complicant, s'ha convertit en simplement una figura decorativa. Encara lliura els regals sent el General del seu exèrcit d'elfs, però és realment Steve qui ho coordina tot, encara que el pare sembli aliè a tot això.
- L'avi Pare Noel: És l'anterior Santa Claus, que ara té 136 anys, és el prototip del vell rondinaire que es queixa constantment dient "que les coses eren millor en la seva època", quan sortia amb el seu meravellós trineu vermell tirat per vuit rens. Una divertidíssima i políticament incorrecta persona gran que sempre diu el que pensa, un feble Santa Claus que està retirat, però que el seu orgull no li permet sentir-se jubilat. La missió d'Arthur podria ser el que li empenyi a fer un últim intent.
- Sra. Pare Noel: La Senyora Pare Noel és molt intel·ligent, capaç, i una dona acurada que es veu forçada a romandre a l'ombra del seu marit, però que per darrere i sense fer soroll, s'encarrega d'un munt de coses. Quan arriba el moment crucial on Pare Noel ha de fer un pas endavant i fer el correcte, la Senyora Santa pren el control, fent servir tots els coneixements obtinguts després de dècades de lectura, estudi i classes d'Internet.
- Bryony: Operària d'Empaquetatge de Grau Tres, és un elf, una humil servidora del Batalló d'Empaquetatge de Regals del Pare Noel. Una lleial i una mica maniàtica soldat, que està completament obsessionada amb el seu treball i que se sap de memòria els 118 elegants tipus de llaços. Però tots els elfs tenen al cap tenir l'oportunitat de sortir al món per servir als nens i Bryony no és una excepció. Així que quan li arriba l'ocasió d'unir-se a la missió d'Arthur i Grandsanta per lliurar l'últim regal, no hi ha res que la detingui.

## Producció
Arthur Christmas: operació regal és la primera pel·lícula coproduïda per Aardman Animations i Sony Pictures Animation Es va anunciar originalment el 2007 amb el nom d' Operació Rudolph Aardman i Sony han passat divuit mesos de preproducció per determinar la història i el disseny dels personatges, després de la qual cosa va entrar en la fase de producció en els estudis de Sony a Culver City, utilitzant altres 18 mesos

## Música
Va ser composta per Harry Gregson-Williams
| Núm.          | Títol                                          | Durada |
| ------------- | ---------------------------------------------- | ------ |
| 1.            | «Trelew, Cornwall, England»                    | 1:48   |
| 2.            | «Operation Christmas»                          | 4:54   |
| 3.            | «Waker!»                                       | 2:51   |
| 4.            | «Mission Control»                              | 2:55   |
| 5.            | «One Missed Child»                             | 3:00   |
| 6.            | «Bring Them Home»                              | 1:43   |
| 7.            | «Dash Away»                                    | 3:46   |
| 8.            | «Paris Zoo?»                                   | 2:29   |
| 9.            | «The Wrong Trelew»                             | 1:54   |
| 10.           | «Race to Gwen's House»                         | 2:09   |
| 11.           | «Arthur's Sadness»                             | 2:22   |
| 12.           | «Serengeti Escape»                             | 2:24   |
| 13.           | «Worry Me!»                                    | 1:37   |
| 14.           | «Space Travel»                                 | 2:48   |
| 15.           | «Goodbye Evie»                                 | 2:48   |
| 16.           | «Christmas Morning»                            | 4:00   |
| 17.           | «We Wish You A...»                             | 0:48   |
| 18.           | «Make Someone Happy» (Performed by Bill Nighy) | 2:34   |
| Durada total: | Durada total:                                  | 46:50  |

## Crítica
Arthur Christmas va rebre resposta positiva de la crítica, amb un índex d'un 92% al portal Rotten Tomatoes basat en 136 ressenyes La pel·lícula va guanyar un Golden Tomato Award en els 13ns Premis Golden Tomato com la millor pel·lícula de dibuixos animats de 2011. A Metacritic, la pel·lícula actualment té un resultat de 69 basat en 32 ressenyes.
John Anderson, a Newsday, lloava la pel·lícula, dient, "Els resultats són no només frescos, però representen una manera nova de tractar el paradigma de Nadal: Santa com un monarquia hereditària d'alta tecnologia." Michael O'Sullivan també va escriure una ressenya positiva, dient que és "inesperadament fresc ".

## Repartiment
| Actor | Personatge     |
| --- | -------------- |
| James McAvoy                                                                                             | Arthur         |
| Hugh Laurie                                                                                              | Steve          |
| Jim Broadbent                                                                                            | Pare Noel      |
| Bill Nighy                                                                                               | L'aviPare Noel |
| Imelda Staunton                                                                                          | Sra.Pare Noel  |
| Ashley Jensen                                                                                            | Bryony         |
| Michael Palin                                                                                            | Ernie Clicker  |
| Eva Longoria                                                                                             | Cap De Silva   |
| Marc Wootton                                                                                             | Peter          |
| Ramona Marquez                                                                                           | Gwen           |
| Sanjeev Bhaskar Robbie Coltrane Joan Cusack Rhys Darby Jane Horrocks Iain McKee Andy Serkis Dominic West | Elfs           |

## Premis i nominacions
| Any  | Premi                                       | Categoria                               | Nominació                                         | Resultat   |
| ---- | ------------------------------------------- | --------------------------------------- | ------------------------------------------------- | ---------- |
| 2011 | Alliance of Women Film Journalists          | Pel·lícula d'animació                   |                                                   | Nominada   |
| 2011 | Women Film Critics Circle                   |                                         |                                                   | Nominada   |
| 2011 | Globus d'Or                                 | Pel·lícula d'Animació                   |                                                   | Nominada   |
| 2011 | Online Film Critics Society                 | Millor pel·lícula d'animació            |                                                   | Nominada   |
| 2011 | Premis Satellite                            | Pel·lícula d'animació                   |                                                   | Nominada   |
| 2011 | San Diego Film Critics Society              | Millor pel·lícula d'animació            |                                                   | Guanyadora |
| 2012 | Visual Effects Society                      |                                         | Doug Ikeler Chris Juen Alan Short Mandy Tankenson | Nominats   |
| 2012 | Visual Effects Society                      |                                         | Michael Ford David Morehead Emi Tahira            | Nominats   |
| 2012 | British Academy of Film and Television Arts | Pel·lícula d'Animació                   |                                                   | Nominada   |
| 2012 | Broadcast Film Critics Association Awards   | Millor pel·lícula d'animació            |                                                   | Nominada   |
| 2012 | Chicago Film Critics Association            | Pel·lícula d'animació                   |                                                   | Nominada   |
| 2012 | Annie Award                                 | Millor Pel·lícula d'Animació            |                                                   | Nominada   |
| 2012 | Annie Award                                 | Millor disseny de personatges           | Peter de Sève                                     | Nominat    |
| 2012 | Annie Award                                 | "Storyboarding in a Feature Production" | Kris Pearn                                        | Nominat    |
| 2012 | Annie Award                                 |                                         | Ashley Jensen                                     | Nominada   |
| 2012 | Annie Award                                 |                                         | Bill Nighy                                        | Guanyador  |
| 2012 | Annie Award                                 |                                         | Sarah Smith Peter Baynham                         | Nominats   |